# Kameleon (sterrenbeeld)

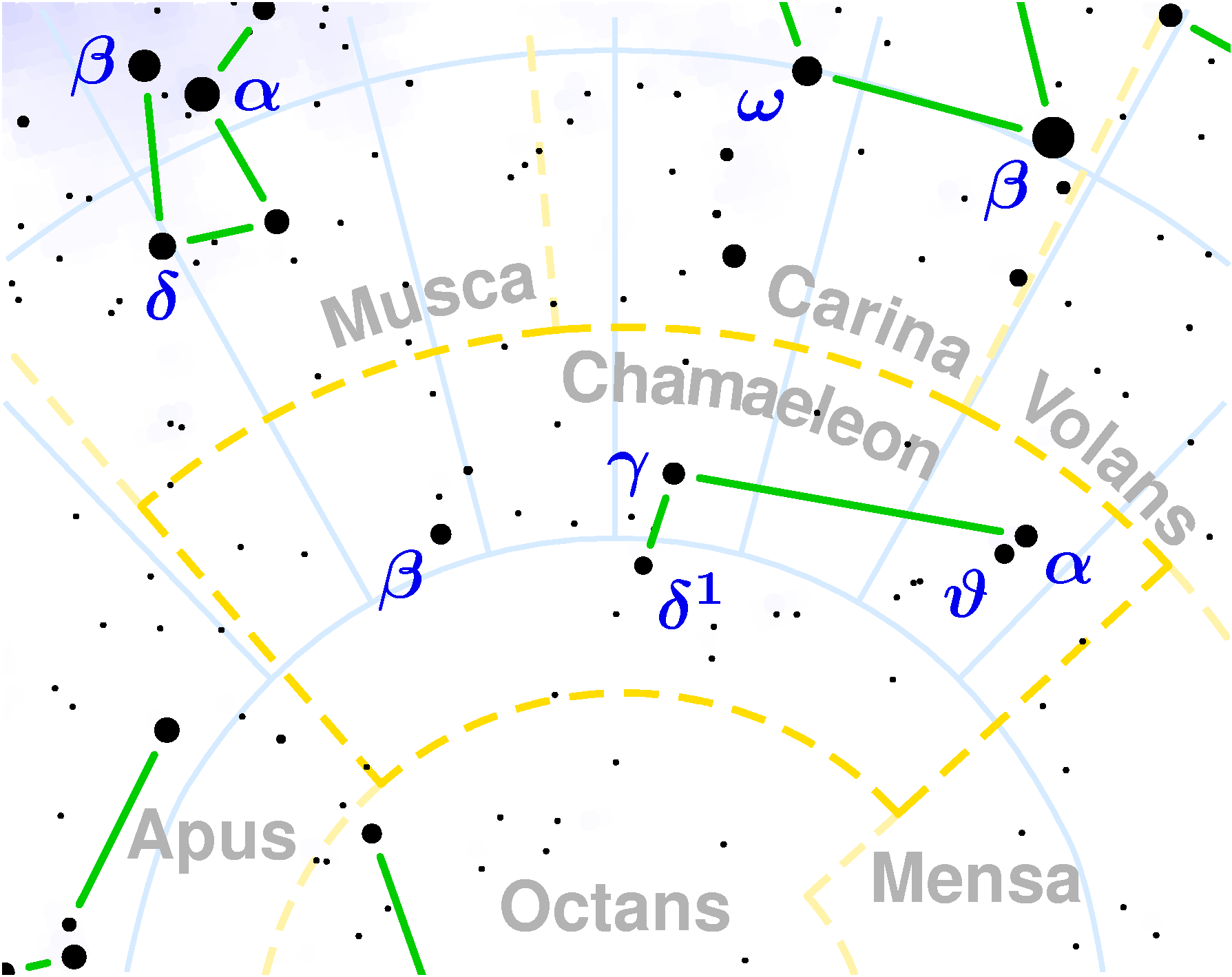
Kaart van het sterrenbeeld Kameleon.

Kameleon (Chamaeleon, afkorting Cha) is een onopvallend sterrenbeeld nabij de zuidelijke hemelpool, liggende tussen rechte klimming 7u 32m en 13u 48m en tussen declinatie −75° en −83°. Het sterrenbeeld, dat vanaf de breedte van de Benelux niet te zien is, werd in het najaar van  1597 (of in het voorjaar van 1598) geïntroduceerd door Petrus Plancius, uitgaande van waarnemingen door de zeevaarders Pieter Dircksz Keyser en Frederik de Houtman.

## Sterren
Het sterrenbeeld bevat geen heldere sterren, de helderste, alpha Chamaeleontis, heeft magnitude 4,07.

## Telescopisch waarneembare objecten

### New General Catalogue(NGC)
NGC 2915, NGC 3149, NGC 3195, NGC 3620

### Index Catalogue (IC)
IC 2631, IC 2884, IC 3104

## Begrenzing
Van de door Eugène Delporte en de Internationale Astronomische Unie (IAU) vastgelegde begrenzingen rond de 88 erkende sterrenbeelden heeft de begrenzing rond het sterrenbeeld Kameleon de eenvoudigste en geometrisch meest herkenbare vorm. Delporte koos voor de begrenzing bestaande uit slechts 4 zijden. Dit soort begrenzing is ook te zien rond de sterrenbeelden Grote Hond, Microscoop, Schild, Sextant, Telescoop, Vliegende Vis, Zuiderkroon, Zuiderkruis en Zuidervis.

## Aangrenzende sterrenbeelden
(met de wijzers van de klok mee)
- Kiel (Carina)
- Vliegende Vis (Volans)
- Tafelberg (Mensa)
- Octant (Octans)
- Paradijsvogel (Apus)
- Vlieg (Musca)